# Guglielmo di Champlitte
Guglielmo di Champlitte (... – Puglia, 1209) è stato un cavaliere medievale francese, combattente alla Quarta crociata e fondatore del Principato d'Acaia (1205) di cui fu il primo principe.

Arma del Guglielmo di Champlitte.

Egli era il terzo figlio di Edoardo di Champlitte, conte della Borgogna superiore, e nipote di Ugo, conte della Champagne.

## Biografia
Partito per la quarta crociata, Guglielmo fece conoscenza ed amicizia con Bonifacio I del Monferrato (1150 – 1207) e collaborò a mitigare i contrasti fra quest'ultimo e Baldovino delle Fiandre, primo imperatore latino. Dopo la conquista di Costantinopoli da parte dei crociati, nell'autunno del 1204, Guglielmo seguì Bonifacio dalla Tessalonica nella campagna di conquista della Grecia. A Guglielmo si era aggiunto anche Goffredo I di Villehardouin, un cavaliere crociato francese originario dell'Aube.
La conquista della penisola di Acaia da parte di Guglielmo avvenne senza che i soggetti del precedente regime bizantino opponessero una  resistenza militare seriamente organizzata. Michele Comneno I Dukas, che aveva ricevuto da Bonifacio I del Monferrato il governo dell'Etolia e dell'Acarnania, avanzò ulteriori pretese e decise improvvisamente di contendere a Guglielmo di Champlitte le sue conquiste, ma la disfatta delle sue truppe all'oliveto di Koundouros al fondo del golfo di Patrasso, (primavera 1205) mise fine alle sue ambizioni.
Liberatisi di quest'avversario, i francesi, avanzarono immediatamente verso l'interno del paese. Essi, che tenevano già la zona costiera del nord-ovest del Peloponneso, occuparono l'Elide con la sua capitale Andravida, poi la Messenia, ove l'unica città ad opporre una qualche resistenza fu Calamata, ed infine la vittoria in una ultima battaglia nella valle del Lacos, fra i monti Itome ed Hellnitza, contro un corpo di truppe greche reclutate fra gli abitanti delle città di Lakedemonia in Laconia e di Veligosti e Nicli in Arcadia, aprì loro la parte meridionale e centrale della penisola nel 1207.
La parte orientale invece, con le città di Monemvassia, dell'antica Epidauro, di Argo, di Nauplia e di Corinto, rimase in mano greca. 
Ma prima di proseguire nelle sue conquiste, Guglielmo di Champlitte procedette a consolidare
l'organizzazione interna e la difesa del paese. Un consiglio di quattro baroni francesi e di quattro arconti greci, sotto la presidenza di Goffredo I di Villehardouin, fu incaricato della distribuzione delle terre conquistate fra i principali comandanti dell'armata vittoriosa.
Papa Innocenzo III nominò Guglielmo governatore dell'Acaia.
Guglielmo tenne per sé, sotto il suo dominio diretto, tutta la zona litoranea dell'Elide e della Messenia, con le pianure situate all'interno delle due province.
Anche gli ordini militari dei Cavalieri Templari, dei Cavalieri Ospitalieri e dei Cavalieri Teutonici ricevettero terre in proprietà.
Furono inoltre create dodici alte baronie, che furono concesse ad altrettanti principali cavalieri francesi.
Nel 1209 Guglielmo, mentre era occupato con la riorganizzazione del Peloponneso, ricevette la notizia che il fratello maggiore Luigi era deceduto senza lasciare eredi e quindi si affrettò a tornare in Francia per reclamare i suoi diritti sulla signoria di famiglia. La morte tuttavia lo colse in Puglia durante il viaggio verso la Francia. Anche suo nipote Ugo, cui Guglielmo aveva lasciato i suoi domini in Peloponneso, morì poco dopo. Il Principato di Acaia passò quindi sotto la sovranità di Goffredo I di Villehardouin.